# الخیسه
الخیسه  یک روستا در قطر است که در الضعاین واقع شده‌است.
 الخیسه ۷٫۰ کیلومتر مربع مساحت دارد.